# Perdiu gorjagrisa
La perdiu golagrisa (Ammoperdix griseogularis) és una espècie d'ocell de la família dels fasiànids (Phasianidae) que habita zones àrides amb escassa vegetació des del sud-est de Turquia i l'Orient Mitjà fins al Pakistan.
Aquesta perdiu americana té la seva principal àrea de distribució nativa des del sud-est de Turquia, passant per Síria i l'Iraq, fins a l'est, Iran i Pakistan. Està estretament relacionada i és similar a la seva contrapart d'Egipte i Aràbia, la perdiu del desert (Ammoperdix heyi).
Aquest ocell de 22–25 cm és un reproductor resident en zones seques, obertes i sovint muntanyoses. Fa el niu en un terreny poc vorejat on pon de 8 a 16 ous. La perdiu americana menja una àmplia varietat de llavors i alguns insectes.
La perdiu americana és un ocell voluminós, principalment de color marró sorrenc amb franges ondulades blanques i marrons als flancs. El mascle té el cap gris amb una franja negra a través de l'ull i una pegada blanca a la galta. Els costats del coll estan tacats de blanc. El patró del cap és la millor distinció de la perdiu del desert. La femella és una versió molt descolorida del mascle i és més difícil de distingir del seu parent a causa del patró feble del cap. Normalment, es veu en parelles o, com a màxim, en estols de dos a quatre ocells. Però també s'han vist estols de més de cinquanta ocells.